# Arteriosclerosis, Thrombosis, and Vascular Biology
Arteriosclerosis, Thrombosis, and Vascular Biology, abgekürzt Arterioscl. Throm. Vas., ist eine wissenschaftliche Fachzeitschrift, die vom Lippincott Williams & Wilkins-Verlag für die American Heart Association veröffentlicht wird. Die Zeitschrift wurde 1981 mit dem Namen Arteriosclerosis gegründet, wechselte 1991 den Namen in Arteriosclerosis and Thrombosis und erhielt im Jahr 1995 den derzeitigen Namen. Sie erscheint monatlich. Es werden Arbeiten aus allen Bereichen der Forschung und klinischen Studien zu den Themen Arteriosklerose, Thrombose und Gefäßbiologie veröffentlicht. Der online-Zugang zu den Ausgaben, die älter als ein Jahr sind, ist frei.
Der Impact Factor lag im Jahr 2014 bei 6,0. Nach der Statistik des ISI Web of Knowledge wird das Journal mit diesem Impact Factor in der Kategorie Hämatologie an fünfter Stelle von 68 Zeitschriften und in der Kategorie periphere Gefäßerkrankungen an vierter Stelle von 60 Zeitschriften geführt.
Chefherausgeberin ist Ann Marie Schmidt. Ihr Vorgänger Alan Daughterty (University of Kentucky, Lexington, Vereinigte Staaten von Amerika) ist weiterhin in beratender Funktion als Editor Emeritus tätig.